# Domine
Domine – zespół muzyczny z Włoch, grający power metal.

## Członkowie zespołu
- Morby - śpiew
- Enrico Paoli - gitara
- Riccardo Paoli - gitara basowa
- Riccardo Iacono - instrumenty klawiszowe
- Stefano Bonini - perkusja

## Dyskografia
- Champion Eternal (1997)
- Dragonlord (1999)
- Stormbringer Ruler (2001)
- Emperor Of The Black Runes (2004)
- Ancient Spirit Rising (2007)

Wszystkie albumy nagrane są z wytwórnią Dragonheart Records.

### Dema
- DOMINE (1986)
- Champion Eternal (1989)
- Bearer of the Sword (1991)
- Domine '94 (1994)